# Препоје (Фрозиноне)
Препоје је насеље у Италији у округу Фрозиноне, региону Лацио.
Према процени из 2011. у насељу је живело 14 становника. Насеље се налази на надморској висини од 307 м.